# 236 Honoria
236 Honoria eller 1930 KK är en asteroid i huvudbältet som upptäcktes den 26 april 1884 av den österrikiske astronomen Johann Palisa. Den fick senare namn efter Grata Justa Honoria, den romerska prinsessan som var dotter till Constantius III och Galla Placidia och syster till Valentinianus III.
Dess rotationstid har beräknats till 12,33 timmar. Asteroiden har uppmätts till diametern 86,20 kilometer.